# Martirio di san Sebastiano (Foppa)
Il Martirio di san Sebastiano è un dipinto a olio su tela opera di Vincenzo Foppa e conservate nella pinacoteca del Castello Sforzesco.

## Storia
Il dipinto fu realizzato su tavola e considerato opera del Bramante per l'antica chiesa di San Sebastiano poi riedificata e dove fu conservato fino al 1898 quando fu trasportato su tela. Le fonti citano espressamente opera di Bramante milanese anche dallo storico dell'arte Giovanni Battista Cavalcaselle a testimoniare quanto sia importante questo lavoro del Foppa, tra i più monumentali tra i suoi dipinti come l'Adorazione dei Re Magi conservato nella pinacoteca londinese, e il Compianto sul Cristo morto esposto a Berlino e poi andato perduto dopo il 1945..

## Descrizione e stile
Il santo oggetto del martirio, san Sebastiano, è legato e posto centrale su di un pilastro rinascimentale ed è colpito più volte dalle frecce che vengono lanciate dagli arcieri che sono presenti a un livello inferiore, ai piedi della colonna. I colori, che sono un richiamo alle opere bramantesche, si addolciscono nella luce della sera che porta al crepuscolo. 
I due arcieri posti a destra sono i protagonisti oltre il santo, il rosso e il bianco del loro abbigliamento fanno da esaltazione della drammaticità dell'opera che si presenta cupa con i colori scuri della parte superiore della tela che rappresenta un cielo ormai buio dove la luce del giorno ormai lambisce solo il paesaggio collinare che ospita un villaggio arroccato e silenzioso.